# اللجنة التنفيذية لمنظمة التحرير الفلسطينية
اللجنة التنفيذية لمنظمة التحرير الفلسطينية هي أعلى سلطة في منظمة التحرير الفلسطينية، حيث تتولى تنفيذ السياسات التي يقررها المجلس الوطني الفلسطيني.

## التعريف والتأسيس
المادة 13:
أ. يتم انتخاب جميع أعضاء اللجنة التنفيذية من قبل المجلس الوطني الفلسطيني
ب. يتم انتخاب رئيس اللجنة التنفيذية من قبل اللجنة.
ج. تنتخب اللجنة من داخل المجلس الوطني.
المادة 14: تؤلف اللجنة التنفيذية من أربعة عشر عضوا بمن فيهم رئيس مجلس إدارة الصندوق القومي الفلسطيني*.
المادة 14: «معدلة» تؤلف اللجنة التنفيذية من خمسة عشر إلى ثمانية عشر عضوا بمن فيهم رئيس مجلس إدارة الصندوق القومي الفلسطيني.
وإذا شغرت العضوية في اللجنة التنفيذية بين فترات انعقاد المجلس الوطني لأي سبب من الأسباب تملأ الحالات الشاغرة كما يلي :
أ. إذا كانت الحالات الشاغرة تقل عن الثلث يؤجل ملؤها إلى أول انعقاد للمجلس الوطني.
ب. إذا كانت الحالات الشاغرة تساوي ثلث أعضاء اللجنة التنفيذية أو أكثر يتم ملؤها من قبل المجلس الوطني في جلسة خاصة يدعى لها خلال مدة لا تتجاوز ثلاثين يوماً.
ج. في حالة القوة القاهرة التي يتعذر معها دعوة المجلس الوطني إلى اجتماع غير عادي يتم ملء الشواغر لأي من الحالتين السابقتين من قبل اللجنة التنفيذية ومكتب المجلس ومن يستطيع الحضور من أعضاء المجلس وذلك في مجلس مشترك يتم لهذا الغرض ويكون اختيار الأعضاء الجدد بأغلبية أصوات الحاضرين.
المادة 15: اللجنة التنفيذية هي أعلى سلطة تنفيذية للمنظمة وتكون دائمة الانعقاد وأعضاؤها متفرغون للعمل، وتتولى تنفيذ السياسة والبرامج والمخططات التي يقررها المجلس الوطني وتكون مسؤولة أمامه، مسؤولية تضامنية وفردية.

## المهام والواجبات
المادة 16: تتولى اللجنة التنفيذية:
أ. تمثيل الشعب الفلسطيني.
ب. الإشراف على تشكيلات المنظمة.
ج. إصدار اللوائح والتعليمات واتخاذ القرارات الخاصة بتنظيم أعمال المنظمة، على ألا تتعارض مع الميثاق أو النظام الأساسي.
د. تنفيذ السياسة المالية للمنظمة وإعداد ميزانيتها. وعلى وجه العموم، تباشر اللجنة التنفيذية جميع مسؤوليات منظمة التحرير وفق الخطط العامة والقرارات التي يصدرها المجلس الوطني.
المادة 17: يكون المقر الدائم للجنة التنفيذية في مدينة القدس، ولها أن تعقد اجتماعاتها في أي مكان آخر تراه مناسباً.
المادة 18: تنشئ اللجنة التنفيذية الدوائر الآتية:
أ. الدائرة العسكرية.
ب. دائرة الشؤون السياسية والإعلامية.
ج. دائرة الصندوق القومي الفلسطيني.
د. دائرة البحوث والمؤسسات المختصة.
هـ. دائرة الشؤون الإدارية.
و. أي دائرة أخرى ترى اللجنة ضرورة إنشائها ويكون لكل دائرة مدير عام والعدد اللازم من الموظفين. ويحدد اختصاص كل دائرة بنظام خاص تضعه اللجنة التنفيذية.
المادة 19: تقوم اللجنة التنفيذية بتوثيق العلاقات وتنسيق العمل بين المنظمة وبين جميع المنظمات والاتحادات والمؤسسات العربية والدولية التي تتفق معها في الأهداف أو تعينها على تحقيق أغراض المنظمة.
المادة 20: تستمر اللجنة التنفيذية في ممارسة صلاحياتها واختصاصاتها ما دامت متمتعة بثقة المجلس الوطني، وعلى اللجنة التنفيذية أن تقدم استقالتها للمجلس الوطني الجديد في أول اجتماع يعقده، ويجوز إعادة انتخابها.
المادة 21: يتكون النصاب القانوني للجنة التنفيذية من ثلثي أعضائها وتتخذ قراراتها بأغلبية أصوات الأعضاء الحاضرين.

## أعضاء اللجنة

### أعضاء سابقين
- زهير محسن
- جميل شحادة
- خالد الفاهوم
- صائب عريقات
- ياسر عبد ربه
- ياسر عرفات

### أعضاء اللجنة منذ 26 أبريل 2025
في أبريل 2025، عقد المجلس المركزي لمنظمة التحرير الفلسطينية دورته الـ32 في رام الله، حيث تم اتخاذ قرار باستحداث منصب نائب رئيس اللجنة التنفيذية لمنظمة التحرير الفلسطينية، والذي سيشغل أيضًا منصب نائب رئيس دولة فلسطين. وجاء أعضاء اللجنة بالترتيب التالي:
| الرقم | الاسم         | صورة | المنصب                                                                         | الرقم | الاسم             | صورة | المنصب                                  |
| ----- | ------------- | ---- | ------------------------------------------------------------------------------ | ----- | ----------------- | ---- | --------------------------------------- |
| 1     | محمود عباس    |      | رئيس اللجنة ورئيس دولة فلسطين                                                  | 9     | واصل أبو يوسف     |      | رئيس دائرة التنظيمات الشعبية            |
| 2     | حسين الشيخ    |      | نائبًا لرئيس اللجنة نائبًا لرئيس دولة فلسطين (منصبان مستحدثان منذ أبريل 2025)    | 10    | رمزي خوري         |      | رئيس الصندوق القومي الفلسطيني           |
| 3     | عزام الأحمد   |      | أمين سر اللجنة (منذ 3 مايو 2025) رئيس دائرة الشؤون العربية والبرلمانية (انتهى) | 11    | أحمد أبو هولي     |      | رئيس دائرة شؤون اللاجئين                |
| 4     | زياد أبو عمرو |      | رئيس دائرة العلاقات الدولية                                                    | 12    | عدنان الحسيني     |      | رئيس دائرة شؤون القدس                   |
| 5     | صالح رأفت     |      | رئيس الدائرة العسكرية والأمنية                                                 | 13    | علي أبو زهري      |      | رئيس دائرة التربية والتعليم             |
| 6     | بسام الصالحي  |      | رئيس دائرة الشؤون الاجتماعية                                                   | 14    | فيصل عرنكي        |      | رئيس دائرة شؤون المغتربين               |
| 7     | أحمد مجدلاني  |      | رئيس دائرة العمل والتخطيط                                                      | 15    | أحمد بيوض التميمي |      | رئيس دائرة حقوق الإنسان والمجتمع المدني |
| 8     | رمزي رباح     |      | رئيس دائرة مناهضة العنصرية                                                     | 16    | محمد مصطفى        |      | رئيس الدائرة الاقتصادية                 |